# Anton Lipošćak
Anton Lipošćak (9. dubna 1863 Székelyudvarhely, dnes Odorheiu Secuihesc, Rumunsko – 22. července 1924 Záhřeb) byl rakousko-uherský generál chorvatského původu. V c. k. armádě sloužil jako absolvent vojenské akademie od roku 1883, postupoval v hodnostech jako štábní důstojník u různých jednotek. Za první světové války bojoval na východní frontě a velel větším vojenským uskupením, nakonec byl velitelem 9. armádního sboru a v roce 1917 dosáhl hodnosti generála pěchoty. Od února do listopadu 1918 zastával funkci generálního guvernéra v okupovaném Polsku se sídlem v Lublinu. Po rozpadu monarchie byl v Záhřebu uvězněn pro podezření z velezrady (aféra Lipošćak), v lednu 1919 byl v armádě penzionován a propuštěn z vězení. Zbytek života strávil jako řadový bankovní úředník.

## Životopis

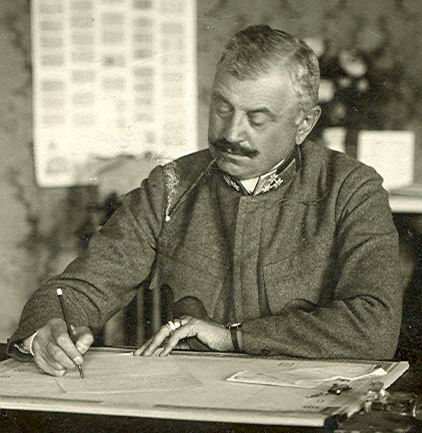
Generál Anton Lipošćak

Narodil se jako nejstarší ze tří synů c. k. majora Johanna Lipošćaka (1817–1866), který padl za prusko-rakouské války v bitvě u Trutnova. První vojenskou průpravu získal na kadetní škole v Kőszegu a jezdeckém institutu v Hranicích, v letech 1880–1883 studoval na Tereziánské vojenské akademii ve Vídeňském Novém Městě. Do aktivní vojenské služby vstoupil v roce 1883 poručík k 53. pěšímu pluku v Záhřebu. V letech 1886–1888 si doplnil vzdělání na Válečné škole (K.u.k. Kriegsschule) ve Vídni a jako nadporučík byl zařazen do sboru důstojníků generálního štábu. Sloužil u 58. pěší brigády v Terezíně, od roku 1891 působil přímo u generálního štábu ve Vídni a v roce 1892 byl povýšen na kapitána. V roce 1895 byl přeložen k 18. pěší divizi do Mostaru a v roce 1897 k 82. pěšímu pluku. V hodnosti majora (1898) byl znovu úředníkem generálního štábu. V roce 1901 byl povýšen na podplukovníka, krátce sloužil v Záhřebu a od roku 1903 působil v prezidiální kanceláři na ministerstvu války. V roce 1905 dosáhl hodnosti plukovníka a stal se šéfem štábu 15. armádního sboru v Sarajevu. Na podzim roku 1909 dočasně převzal kompetence bosenského guvernéra Mariana Varešanina, který tehdy rezignoval na funkci, zároveň byl v té době generálním inspektorem rakousko-uherské armády v okupované Bosně a Hercegovině a v Dalmácii (15. a 16. armádní sbor).

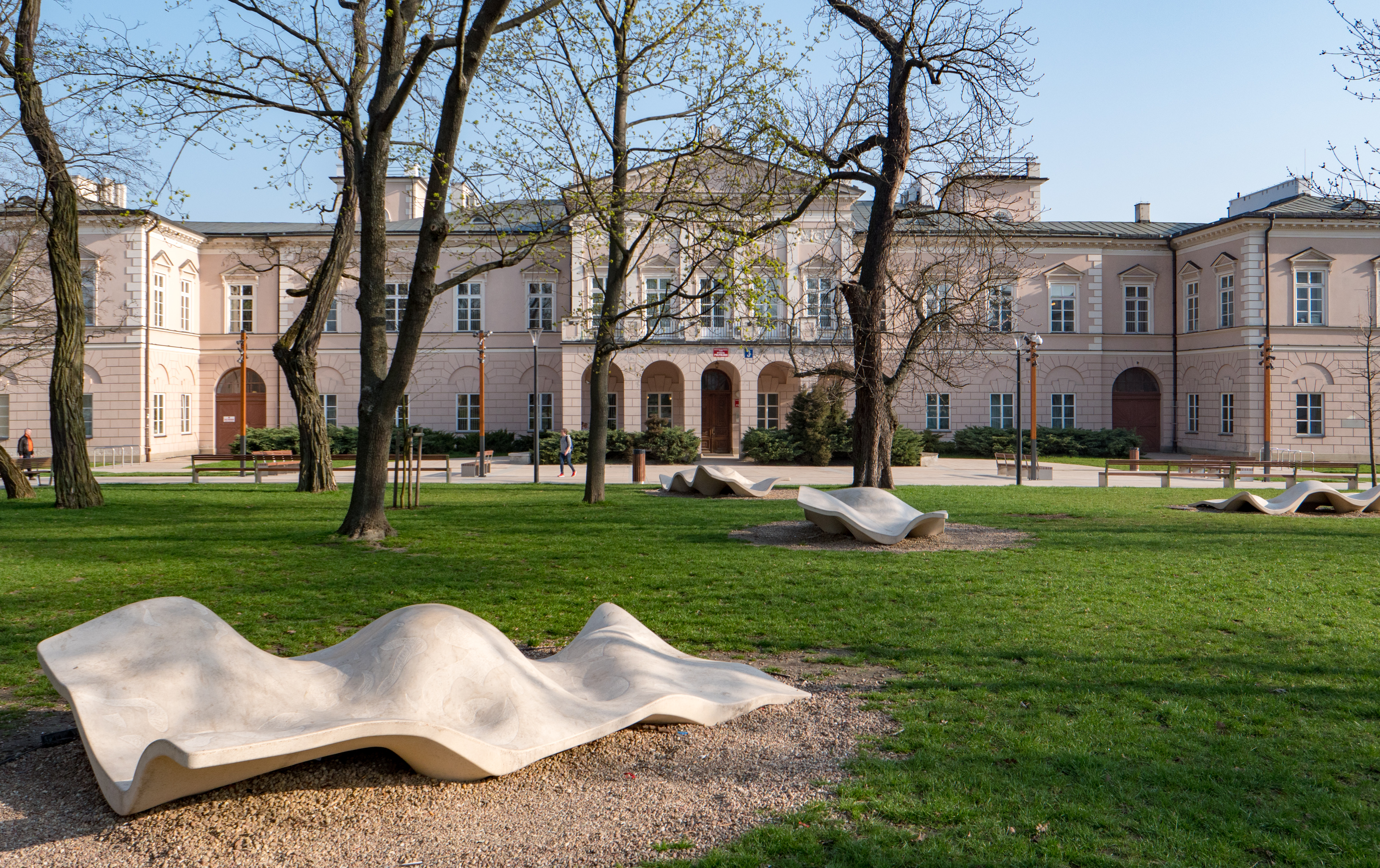
Palác knížat Lubomirskich v Lublinu, rezidence rakousko-uherských generálních guvernérů v Polsku

V roce 1910 byl povýšen do hodnosti generálmajora a v letech 1911–1913 byl velitelem 72. pěší brigády v Záhřebu. V říjnu 1913 převzal velení 2. pěší divize v Jarosławi a v roce 1914 obdržel hodnost polního podmaršála. Na začátku první světové války byl se svou divizí povolán na východní frontu, zúčastnil se bojů v Haliči a bojoval v bitvě u Gorlice. V létě roku 1915 získal velení nad 42. pěší divizí uherské zeměbrany. Ze zdravotních důvodů v únoru 1916 dočasně opustil aktivní službu. O rok později se v březnu 1917 vrátil k 42. pěší divizi a bojoval v Rumunsku. K datu 1. srpna 1917 obdržel hodnost generála pěchoty a na přelomu let 1917–1918 byl velitelem 9. armádního sboru. Od února 1918 zastával funkci generálního guvernéra v Lublinu, respektive v okupované části Polska, kde setrval do konce války. Jeho rezidencí v Lublinu byl palác knížat Lubomirskich.
Úřad generálního guvernéra v Lublinu složil k datu 3. listopadu 1918 a město opustil o týden později. Odjel do Záhřebu, kde nabídl své služby Národní radě nově vznikajícího Království SHS. Vzápětí byl ale zatčen (22. listopadu 1918) a obviněn z vlastizrady. Podezření z pokusu o státní převrat (tzv. aféra Lipošćak) bylo pravděpodobně zcela vykonstruované z iniciativy vlivného demokratického politika Svetozara Pribičeviće a vycházelo ze všeobecné nedůvěry vůči bývalým vysokým důstojníkům rakousko-uherské armády. Hrozba státního převratu přispěla k urychlenému sjednocení Chorvatska, Srbska a Slovinska do podoby jednotné monarchie. Lipošćak byl formálně k datu 1. ledna 1919 penzionován v armádě a o několik dní později propuštěn z vazby. Poté pracoval jako úředník spořitelny, do smrti ale žil pod dohledem státních úřadů. Uplatnil se také jako spisovatel a v době působení na generálním štábu publikoval několik odborných článků k problematice zahraničních armád. V roce 1920 se uplatnil jako zakládající člen Spolku vysloužilých vojáků z Chorvatska a Slovinska. Zemřel v roce 1924 ve věku 61 let a je pohřben na centrálním hřbitově Mirogoj v Záhřebu.

## Tituly a ocenění
Jako generální guvernér v Lublinu obdržel v roce 1918 titul c. k. tajného rady s nárokem na oslovení Excelence. Během vojenské služby získal řadu vyznamenání v Rakousku-Uhersku i od zahraničních panovníků.

### Rakousko-Uhersko
- Vojenská záslužná medaile (1895)
- Jubilejní pamětní medaile (1898)
- Vojenský záslužný kříž III. třídy (1901)
- Řád železné koruny III. třídy (1905)
- Vojenský jubilejní kříž (1908)
- rytířský kříž Leopoldova řádu (1909)
- Mobilizační kříž (1913)
- Řád železné koruny II. třídy s válečnou dekorací (1914)
- Vojenský záslužný kříž II. třídy s válečnou dekorací (1915)
- Řád železné koruny I. třídy s válečnou dekorací (1918)
- Vyznamenání za zásluhy o Červený kříž s válečnou dekorací (1918)

### Zahraničí
- Řád knížete Danila I. IV. třídy (Černá Hora, 1895)
- Řád lva a slunce II. třídy (Persie, 1906)
- Řád červené orlice II. třídy (Německé císařství, 1910)
- Řád pruské koruny II. třídy (Německé císařství, 1914)
- Železný kříž II. třídy (Německo, 1914)